# Конкорд (Масачузетс)
Вижте пояснителната страница за други значения на Конкорд.
Конкорд (на английски: Concord) е град в окръг Мидълсекс, Масачузетс, Съединени американски щати. Основан е през 1635 г. и се намира на 30 km северозападно от центъра на Бостън. Населението му е около 17 000 души (2000).

## Личности
- Родени в Конкорд
  - Хенри Дейвид Торо (1817 – 1862), писател
- Починали в Конкорд
  - Ралф Уолдо Емерсън (1803 – 1882), писател
- Живели в Конкорд
  - Луиза Мей Олкът – писателка (1832 – 1888), живее в Конкорд от 1843 г. почти до смъртта си.